# Áno Kárdamos
Áno Kárdamos, en grec moderne : Άνω Κάρδαμος, est un village du dème d'Arrianá dans le district régional de Macédoine-Orientale-et-Thrace en Grèce.
Selon le recensement de 2021, la population du village s'élève à 40 habitants.